# Auguste de Saint-Hilaire

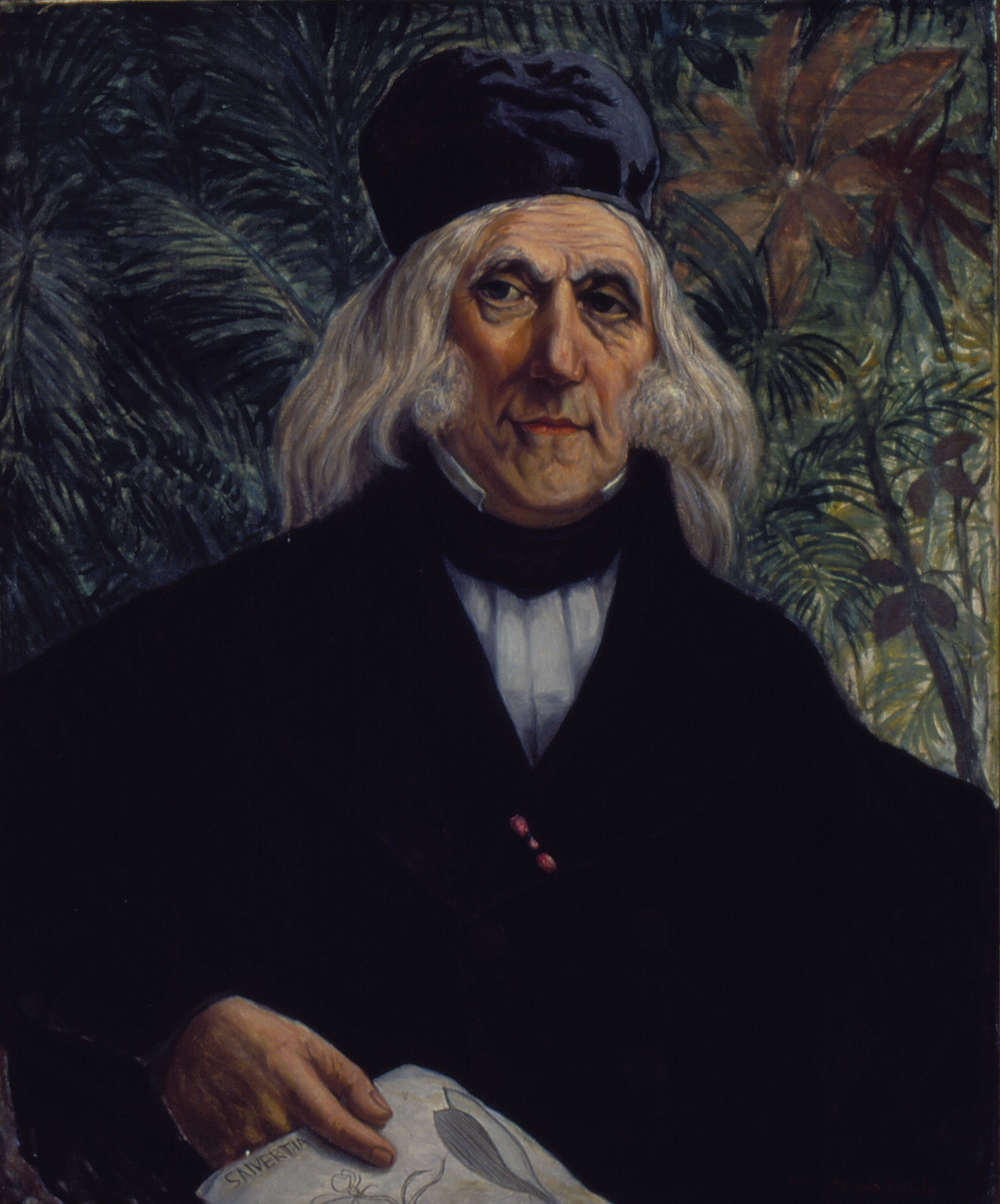
Augustin de Saint-Hilaire

Augustin François César Prouvençal de Saint-Hilaire (* 4. Oktober 1779 in Orléans; † 30. September 1853 in Sennely) war ein französischer Botaniker und Forschungsreisender. Sein offizielles botanisches Autorenkürzel lautet „A.St.-Hil.“

## Leben und Wirken
Von 1816 bis 1822 unternahm er eine Reise nach Südamerika, bei der er das Hinterland Brasiliens vom Nordosten Brasiliens aus bis zum Río de la Plata erforschte. Er sammelte 24.000 Pflanzen aus 6.000 verschiedenen Arten, daneben aber auch viele Tierarten, unter anderem 2.000 Vögel, 16.000 Insekten und 135 Säugetiere. Die meisten dieser Arten wurden zum ersten Mal beschrieben. Die Jahre nach der Reise nutzte er für das Studium, Beschreibung und Klassifizierung des mitgebrachten Materials sowie die Veröffentlichung seiner Ergebnisse. 1830 reiste er abermals nach Südamerika.
Seine bekanntesten Werke sind die dreibändige Flora Brasiliae meridionalis (1824–1833) und das zweibändige Plantes usuélles des Brésiliens (1824–1828).

## Ehrungen
Am 27. Dezember 1819 wurde Saint-Hilaire korrespondierendes Mitglied und am 8. März 1830 Mitglied der botanischen Abteilung der Académie des sciences in Paris. 1823 wurde er in die Deutsche Akademie der Naturforscher Leopoldina aufgenommen. Seit 1834 war er korrespondierendes Mitglied der Preußischen Akademie der Wissenschaften und seit 1835 der Russischen Akademie der Wissenschaften in Sankt Petersburg. Sein akademischer Beiname lautete Jacquinus. 1842 wurde er zum auswärtigen Mitglied der Bayerischen Akademie der Wissenschaften gewählt.
Nach ihm sind die Pflanzengattungen Hilaria Kunth (1816) aus der Familie der Süßgräser (Poaceae), Sanhilaria Leandro ex DC. (1838, nom. nud.) aus der Familie der Korbblütler (Asteraceae), Sanhilaria Baill. (1888) aus der Familie der Trompetenbaumgewächse (Bignoniaceae), Hilairanthus Tiegh. (1898) aus der Familie der Eisenkrautgewächse (Verbenaceae), Hilairella Tiegh. (1904) aus der Familie der Ochnaceae und Hilariophyton Pichon (1946) aus der Familie der Trompetenbaumgewächse (Bignoniaceae) benannt worden. Die zurückgewiesene Gattung Augusta Leandro (1821, nom. rej., Asteraceae) wurde ebenfalls nach ihm benannt.

## Schriften (Auswahl)
Bücher
- Réponse aux reproches que les gens du monde font à l’étude de la botanique. Huet-Perdoux, Orléans 1811 (Digitalisat).
- Voyage dans l’intérieur du Brésil, la province Cisplatine et les missions dites du Paraguay. Paris 1823 (Digitalisat) – Dissertation.
  - = Aperçu d’un voyage dans l’intérieur du Brésil, la province Cisplatine et les missions dites du Paraguay. In: Mémoires du Muséum d’histoire naturelle. Band 9, 1822, S. 307–380 (Digitalisat).
- Province de S. Pedro de Rio Grande do Sul, au Brésil. Pihan de la Forest, Paris 1823 (Digitalisat).
- Histoire des plantes les plus remarquables du Brésil et du Paraguay […]. 6 Teile (= Band 1). Paris 1824[–1826] (Digitalisat).
- Flora Brasiliae meridionalis. 3 Bände in 24 Teilen. A. Belin, Paris 1824[–1833] (Digitalisat) – mit Jacques Cambessèdes und Adrien de Jussieu.
- Conspectus Polygalaearum Brasiliae meridionalis. Orléans 1828 (Digitalisat).
  - = Annales de la société royale des sciences, belles-lettres et arts d’Orléans. Band 9, 1828, S. 44–59 (Digitalisat).
- Plantes usuelles des Brésiliens. 14 Teile. 1824[–1828] (Digitalisat) – Teil 9 bis 14 mit Jacques Cambessèdes und Adrien de Jussieu.
- Voyage dans les provinces de Rio de Janeiro et de Minas Geraes. 2 Bände. Grimbert et Dorez, Paris 1830 (Band 1, Band 2).
- Voyage dans le district des diamans et sur le littoral du Brésil […]. 2 Bände. Librairie-Gide, Paris 1833 (Band 1, Band 2).
- Leçons de botanique comprenant principalement la morphologie végétale […]. P. J. Loss, Paris 1840 (Digitalisat).
  - Neuauflage: P.-J. Loss, Paris 1841 (Digitalisat).
  - Neuauflage: Librairie agricole de Dusacq, Paris 1847 (Digitalisat).
- Voyage aux sources du Rio de S. Francisco et dans la province de Goyaz. 2 Bände.  Arthus-Bertrand, Paris 1847–1848 (Band 1, Band 2).
- Voyage dans l’intérieur du Brésil. 2 Bände. Delevigne et Callewaert, Ixelles / Brüssel 1850 (Band 1, Band 2).
- Voyage dans les provinces de Saint-Paul et de Sainte-Catherine. 2 Bände. Arthus-Bertrand, Paris 1851 (Band 1, Band 2).

Zeitschriftenbeiträge
- Notice sur soixante-dix espèces et quelques variétés de plantes phanérogames trouvées dans le département du Loiret, depuis la publication de la flore orléanaise de M. l’abbé Dubois. In: Bulletin de la société des sciences physiques et médicales et d’agriculture d’Orléans. Band 1, Nr. 1–5, 1810, S. 97–103, 134–143, 210–219, 264–285 (Digitalisat).
- Observations sur le genre Hyacinthus. In: Bulletin de la société des sciences physiques et médicales et d’agriculture d’Orléans. Band 2, 1810, S. 200–205 (Digitalisat).
- Mémoire sur les plantes auxquelles on attribue un placenta central libre et revue des familles auxquelles ces plantes appartiennent.
  - In: Mémoires du Muséum d’histoire naturelle. Band 2, 1815, S. 40–61 (Digitalisat).
  - In: Mémoires du Muséum d’histoire naturelle. Band 2, 1815, S. 102–126 (Digitalisat).
  - In: Mémoires du Muséum d’histoire naturelle. Band 2, 1815, S. 195–208 (Digitalisat).
  - In: Mémoires du Muséum d’histoire naturelle. Band 2, 1815, S. 261–291 (Digitalisat).
  - In: Mémoires du Muséum d’histoire naturelle. Band 2, 1816, S. 377–382 (Digitalisat).
- Mémoire sur les Cucurbitacées, les Passiflorées.
  - In: Mémoires du Muséum d’histoire naturelle. Band 5, 1819, S. 304–350 (Digitalisat).
  - In: Mémoires du Muséum d’histoire naturelle. Band 9, 1823, S. 190–221 (Digitalisat).
- Du Pelletiera, nouveau genre de plantes de la famille des Primulacées (Triandrie monogynie. Lin.), recueilli dans le Brésil méridional et la province Cisplatine. In: Annales de la société royale des sciences, belles-lettres et arts d’Orléans. Band 5, 1823, S. 141–142 (Digitalisat).
- Mémoire sur le genre Tozzia. In: Mémoires du Muséum d’histoire naturelle. Band 14, 1827, S. 94–99 (Digitalisat).
- Mémoire sur la famille des Polygalées, contenant des recherches sur la symétrie de leurs organes. – mit Alfred Moquin-Tandon:
  - In: Mémoires du Muséum d’histoire naturelle. Band 17, 1828, S. 313–375 (Digitalisat).
  - In: Mémoires du Muséum d’histoire naturelle. Band 19, 1830, S. 305–339 (Digitalisat).
- Mémoire sur la symétrie des Capparidées et des familles qui ont le plus de rapports avec elles. In: Annales des sciences naturelles. Band 20, 1830, S. 318–326 (Digitalisat).
- Observations sur le genre Anacardium et les nouvelles espèces qu’on doit y faire entrer. In: Annales des sciences naturelles. Band 23, 1831, S. 268–274 (Digitalisat).
- Tableau de la végétation primitive dans la province de Minas Geraes. In: Annales des sciences naturelles. Band 24, 1831, S. 64–102 (Digitalisat).
- Observations sur la famille des Amaranthacées. In: Archives de Botanique. Band 1, 1833, S. 402–412 (Digitalisat).
- Observations sur le genre Escallonia. In: Archives de Botanique. Band 2, 1833, S. 225–231 (Digitalisat).
- Observations sur le genre Cuphea. In: Archives de Botanique. Band 2, 1833, S. 385–393 (Digitalisat).
- Première mémoire sur la structure et les anomalies de la fleur des Résédacées. In: Mémoires de l’Académie royale des sciences de l’Institut de France.. Band 15, 1837, S. 1–30 (Digitalisat).
- Deuxième mémoire sur les Résédacées. In: Mémoires de l’Académie royale des sciences de l’Institut de France.. Band 15, 1837, S. 313–354 (Digitalisat).
- Histoire de l’indigo, depuis l’origine des temps historiques jusqu’à l’année 1833. In: Mémoires de la Société royale des sciences, belles-lettres et arts d’Orléans. Band 1, 1837, S. 41–51 (Digitalisat).
- Mémoire sur les Myrsinées, les Sapotées et les embryons parallèles au plan de l'ombilic. In: Mémoires de l’Académie royale des sciences de l’Institut de France.. Band 16, 1838, S. 117–167 (Digitalisat).
- Monographie des Primulacées et des Lentibulariées du Brésil méridional et de la République Argentine. In: Annales des sciences naturelles. Botanique. 2. Folge, Band 11, 1839, S. 85–99, 149–169, 382 (Digitalisat) – mit Frédéric de Girard (1809–1850).
- Revue de la Flore du Brésil méridional. In: Annales des sciences naturelles. Botanique. 2. Folge, Band 17, 1842, S. 129–143 (Digitalisat) – mit Edmond Tulasne.

Sonstige
- Rapport sur le voyage de M. Auguste de Saint-Hilaire dans le Brésil et les missions du Paraguay. J. Smith, Paris 1823 (Digitalisat).

postum
- Voyage à Rio Grande do Sul (Brésil). H. Herluisson, Orléans 1887 (Digitalisat).